# Плавалагуна
Дива Плавалагуна — вымышленная оперная певица, один из персонажей фантастического фильма «Пятый элемент».

## Создание персонажа
Саму оперную певицу, как и всех персонажей фильма, придумал Люк Бессон. Плавалагуна является одним из трёх значимых женских персонажей, наряду с Лилу и матерью Корбена, к тому же она представляет собой материнскую фигуру как для Корбена, так и, в особенности, для Лилу, с которой у неё прослеживается ментальная связь. Кроме всего прочего, Плавалагуна в фильме является тайным агентом расы мондошаван и отвечает за доставку четырёх из пяти элементов.

### Этимология
Имя певицы является заимствованием наименования хорватского местечка Плава Лагуна, в котором Люк Бессон проводил свои летние каникулы, будучи ребёнком. В переводе с хорватского данное наименование значит «Голубая лагуна». Интересный факт — один из первых фильмов с участием Миллы Йовович носит название «Возвращение в Голубую лагуну». Само платье певицы, как и другие костюмы фильма, было разработано Жаном Полем Готье, а дизайн персонажа был придуман Джоном Коппингером, известным по дизайну персонажей Звёздных войн.

### Облик
Плавалагуна — представительница двуногой инопланетной гуманоидной прямоходящей расы, во многом похожая на земную женщину. Кроме высокого роста, её ярко выраженными отличительными чертами являются синие кожа и кровь на основе гемоцианина, а также длинные отростки на голове и спине наподобие лекку у тви’лекков или отростков расы хищников. Функция отростков неизвестна. На голове располагаются шесть длинных отростков, по три с каждого виска, кроме того, сама голова имеет удлинённую закруглённую форму. Другие шесть отростков расположены по два у основания шеи, посередине спины и у основания ягодиц. На голове отсутствует волосяной покров.

### Исполнение

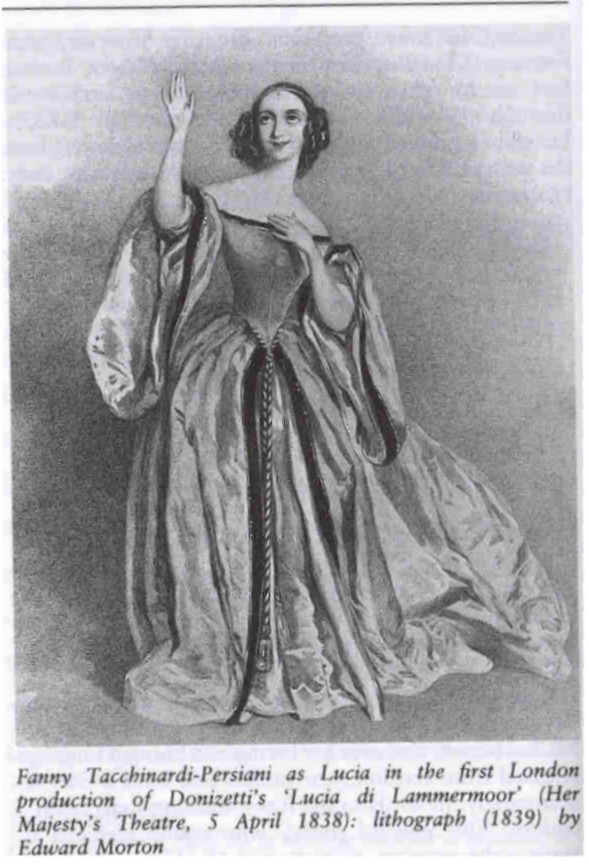
Лючия ди Ламмермур — прообраз дивы

Роль Дивы Плавалагуны исполнила французская актриса Майвенн, которая на момент производства фильма состояла с Люком Бессоном в незарегистрированном браке. Арию «Il dolce suono» из оперы «Лючия ди Ламмермур» композитора Гаэтано Доницетти на итальянском «за кадром» исполнила оперная певица Инва Мула. Часть арии Лючии де Ламермур Плавалагуной исполнена синтетическим вокалом (то есть голосом, но без использования слов и вместе с музыкой), спета не человеческим голосом, а создана на компьютере, так как человеческий голос не в силе освоить подобный диапазон, характерный, по легенде фильма, для голоса Плавалагуны. Сцену, на которой Дива исполняет арию, Люк Бессон желал снимать во Франции, однако не смог найти подходящую сцену, и съёмки пришлось перенести в Лондон в Королевский Ковент-Гарден, а также в студию 007 Stage. Некоторое время в различных изданиях считалось, что голосом оперной дивы был голос певицы инкского происхождения Имы Сумак.

## Влияние
После выхода фильма имя Плавалагуны стало в некотором роде нарицательным для обозначения оперных певцов, диапазон голоса которых превышает 5 октав. Считается, что ария Лючии де Ламмермур в исполнении персонажа вызвала популярность оперы у общественности, самого персонажа часто называют космодивой и космической каракатицей. Концовка сцены фильма с участием Плавалагуны является аллюзией на сцену с героиней оперы «Лючия ди Ламмермур», вспарывающей себе живот в порыве безумия.
Арию Лючии де Ламмермур в образе Плавалагуны нередко исполняют конкурсанты различных телешоу талантов, а также популярные исполнители, такие как Пелагея, Таисия Повалий и Евгения Лагуна; последняя частично использовала образ вымышленной оперной дивы на себе.
Подобия платья Плавалагуны часто используется на многих тематических вечеринках и Хеллоуине, кроме того модельеры часто применяют элементы необычного платья на экземплярах своих показов.